# Рачки і черепашки
«Рачки черепашки» (фр. Crustacés et Coquillages) — французьки комедійний фільм 2005 року, поставлений режисерами Олів'є Дюкастелем та Жаком Мартіно. Прем'єра відбулася 12 лютого 2005 року на 55-му Берлінському міжнародному кінофестивалі.
Слоган фільму: «Ви знаєте, кому ви довіряєте своє життя?».

## Сюжет
На літні канікули подружжя Марк і Беатріс вирушають з Парижа зі своїми двома дітьми, Лаурою і Шарлі, у будинок на Лазуровому березі, який Марк успадкував від своєї покійної тітки і де пройшла його юність. Тут 19-річна Лаура з нетерпінням очікує прибуття свого друга-байкера, з яким вони мають поїхати мотоциклом у Португалію. Її молодший брат Шарлі відвідує свого друга Мартіна, щоб прогулятися з ним ввечері старим фортом на сусідньому схилі, що є місцем зустрічі місцевих геїв. Незабаром з'ясовується, що Мартін закоханий в Шарлі, хоча так і не спромігся на великі почуття до свого друга. Беатріс, яка споглядає за хлопцями, як за парою закоханих, вважає що її син ще не готовий до таких відносин. А батько сприймає це з меншим ентузіазмом і реагує на все стримано.
Ситуація ускладнюється, коли на Лазуровий берег таємно приїздить коханець Беатріс Матьє, і з'являється перше кохання Марка — водопровідник Дідьє.

Марк і Дідьє проводять ніч разом, в той час як Беатріс проводить її з Матьє, який умовляє коханку розлучитися з Марком. Вранці всі зустрічаються разом і розповідають один одному правду. Шарлі, нарешті, зміг сказати своїм батькам, що насправді він не гей, але потім виявляє, що ним є його батько.
Наступного літа усі знову мають намір зібратися в будинку, кожен зі своїм найкращим партнером — Беатріс з Матьє, Марка і Дідьє, Лауру, Шарлі і його друга Мартіна.

## У ролях
| Валерія Бруні-Тедескі | ···· | Беатріс                                             |
| Жильбер Мелкі         | ···· | Марк, її чоловік                                    |
| Жан-Марк Барр         | ···· | Дідьє, місцевий сантехнік і колишній коханець Марка |
| Жак Боннаффе          | ···· | Матьє, коханець Беатріс                             |
| Ромейн Торрес         | ···· | Шарлі, син Беатріс і Марка                          |
| Едуар Коллін          | ···· | Мартін, друг сім'ї, одноліток Шарлі                 |
| Сабріна Сейвеку       | ···· | Лаура, донька Беатріс і Марка                       |
| Яннік Боден           | ···· | Мікаель                                             |
| Жульєн Вебер          | ···· | Сільван, бойфренд Лаури                             |
| Себастьєн Корм'є      | ···· | новий друг Лаури                                    |

## Визнання
| Нагороди та номінації фільму «Рачки і черепашки» | Нагороди та номінації фільму «Рачки і черепашки» | Нагороди та номінації фільму «Рачки і черепашки» | Нагороди та номінації фільму «Рачки і черепашки»   | Нагороди та номінації фільму «Рачки і черепашки» | Нагороди та номінації фільму «Рачки і черепашки» |
| Рік                                              | Кінофестиваль/кінопремія                         | Категорія/нагорода                               | Номінант                                           | Результат                                        | Результат                                        |
| ------------------------------------------------ | ------------------------------------------------ | ------------------------------------------------ | -------------------------------------------------- | ------------------------------------------------ | ------------------------------------------------ |
| 2005                                             | 55-й Берлінський міжнародний кінофестиваль       | Премія Label Europa Cinemas                      | Рачки і черепашки (спільно з фільмом «Іди і живи») | Перемога                                         |                                                  |
| 2006                                             | Премія товариства незалежного кіно Chlotrudis    | Премія Захований скарб                           | Премія Захований скарб                             | Номінація                                        |                                                  |
| 2006                                             | Премія Європейської кіноакадемії                 | Найкращий європейський актор                     | Жан-Марк Барр                                      | Номінація                                        |                                                  |